# 黏絲盤蟲
黏丝盘虫（學名：Trichoplax adhaerens）是絲盤蟲屬（學名：Trichoplax）的唯一一個物種，是目前扁盤動物門下已知的四个种之一，也是最早發現且最具代表性的扁盤動物。於1883年由德國生物學家弗朗茨·艾哈德·舒爾茨在奥地利格拉茲一所動物研究所的海水水族馆中发现。

## 形态
丝盘虫是已知最简单的多细胞动物之一。丝盘虫为扁平薄片状，直径不超过4毫米，体形经常改变，边缘不规则，无对称性，但有恒定的背腹面。虫体由上下两层细胞构成，无体腔，无消化腔，无神经系统。

## 运动
丝盘虫以体表细胞上的鞭毛摆动进行运动。因为缺少神经系统，其躯体各部分的运动方向不能受到协调，有可能躯体两部分同时向两个相反方向运动。其运动方向随机，属于布朗运动。其运动速度受养料浓度影响，养料浓度高的时候，躯体变得扁平，移动变慢，这样有利于扩大吸收面积，有更多时间吸收养料。养料浓度低的时候躯体面积变小，运动加快，以更快的找到新的养料来源。

## 捕食
丝盘虫捕食微小原生动物，以腹面包裹食物，并进行部分体外消化。

## 生殖
丝盘虫的生殖方式为出芽和分裂，虽然也存在有性生殖，但对其胚胎发育知之甚少。

## 其他
目前已确认的絲盤蟲屬物種只有黏絲盤蟲（Trichoplax adhaerens）一种。1893年意大利人Franzesco Saverio Monticelli描述了另外一种絲盤蟲Treptoplax reptans，据称是在那不勒斯的水域里找到的。但从1896起Treptoplax reptans就被认为是消失了的物种，目前大部分的动物学家都怀疑其存在。